# Bizzy Montana
Bizzy Montana (* 13. August 1983; bürgerlich Daniel Constantin Maximilian Ott)  ist ein deutscher Rapper und Produzent aus Müllheim bei Freiburg. Er stand von 2006 bis 2011 beim Berliner Plattenlabel Ersguterjunge unter Vertrag. Von November 2011 bis Ende 2017 stand er beim Label Freunde von Niemand unter Vertrag.

## Biografie
1997 begann Bizzy Montana damit, seine ersten Beats zusammenzustellen, über die er ein Jahr später seine ersten selbstgetexteten Reime rappte. Des Weiteren sammelte er Erfahrung als DJ und gründete seine erste Rap-Crew Bizness Music mit Midy Kosov, Son Saifa, Donnie Brasco und Altan. Dabei war er vorwiegend als DJ und Produzent aktiv.
Nach seiner Ausbildung zum Einzelhandelskaufmann, produzierte er zusammen mit seiner Crew u. a. Beats für diverse Hip-Hop-Künstler aus der Region Freiburg sowie das Crewmixtape Blockbustah, welches als kostenloser Download angeboten wurde. Darauf ist Bizzy Montana auch mit einigen gerappten Stücken vertreten.
Anfang 2006 schickte er eine Demo-CD an das Label ersguterjunge. Das Label zeigte sich angetan von Bizzy Montana und lud ihn nach Berlin ein, wo er in die Arbeiten am ersten Labelsampler Nemesis eingebunden wurde.  So war er auf Boom mit Chakuza und Ihr könnt mit Bushido und Midy Kosov vertreten. Zudem produzierte er die Beats zu Boom und Bruderliebe. Auch ein Solotrack namens Montana war auf der CD enthalten.
In der Folgezeit war Bizzy Montana sowohl als Produzent als auch als Rapper auf verschiedenen Alben vertreten.
Anfang Oktober 2006 erschien das Streetalbum Blackout mit Chakuza zusammen. Der im Dezember 2006 erschienene zweite ersguterjunge-Sampler Vendetta beinhaltet diverse Beiträge Bizzy Montanas. Auch auf dem dritten ersguterjunge-Sampler Alles Gute kommt von unten, der Ende 2007 veröffentlicht wurde, war Bizzy Montana mehrmals vertreten.
Im Juni 2007 erschien das Streetalbum Mukke aus der Unterschicht über das Label ersguterjunge, das auf Platz 61 der deutschen Albumcharts einstieg. Im August 2008 folgte der zweite Teil Mukke aus der Unterschicht 2, welcher sich auf Platz 35 der Charts platzierte. Abgeschlossen wurde die Trilogie im Juli 2009 mit dem dritten Album Mukke aus der Unterschicht 3, das Platz 45 der deutschen Albumcharts erreichte.
In Bushidos autobiografischem Film Zeiten ändern dich hatte er einen kurzen Auftritt als Rapper auf einer Party, bei der er den Song Weg eines Kriegers, der auf einer limitierten Version des Albums Zeiten ändern Dich erschien, live rappte.
Im März 2011 wurde bekannt, dass Bizzy Montana sein bisheriges Label ersguterjunge verlassen würde. Die entsprechenden Verträge wurden nicht verlängert.
2011 veröffentlichte Bizzy Montana das Mixtape Ein Hauch von Gift über Wolfpack Entertainment und nach seinem Wechsel zu Vegas Label „Freunde von Niemand“ erschien dort im März 2012 sein Solo-Album Gift.
Im August 2012 wirkte Bizzy Montana am Freunde-von-Niemand-Label-Sampler Willkommen im Niemandsland bei mehreren Songs mit.
Oktober 2014 erschien das Studioalbum Mukke aus der Unterschicht 4, welches mit Platz 6 der deutschen Charts Montanas bisher beste Chartplatzierung darstellt. Das Album Mukke aus der Unterschicht 4, wurde von mehreren Produzenten verfasst, u. a. Bizzy Montana, Stack Beatz.
Am 15. Februar 2019 erschien das neue Album "BizzyEP".
Am 26. Februar 2021 veröffentlichte Bizzy das Kollaboalbum "90er" mit Yannick auf Spotify.
Ende 2022 gibt Bizzy Montana sein Karriereende bekannt und veröffentlicht sein letztes Album "Wasserglas".

## Diskografie
Alben
| Veröffentlichung | Titel                        | Anmerkungen              | Cover |
| ---------------- | ---------------------------- | ------------------------ | ----- |
| 2006             | Blackout                     | Kollaboalbum mit Chakuza |       |
| 2007             | Mukke aus der Unterschicht   | Streettape               |       |
| 2008             | Mukke aus der Unterschicht 2 | Streettape               |       |
| 2009             | Mukke aus der Unterschicht 3 | Streettape               |       |
| 2011             | Ein Hauch von Gift           | Mixtape                  |       |
| 2012             | Gift                         | Album                    |       |
| 2014             | Mukke aus der Unterschicht 4 | Album                    |       |
| 2017             | Blackout 2                   | Kollaboalbum mit Chakuza |       |
| 2019             | BizzyEP                      | Digitale EP              |       |
| 2019             | Bock auf EP                  | Digitale EP              |       |
| 2020             | Quarantäne EP                | Digitale EP              |       |
| 2022             | Wasserglas                   | Album                    |       |

Sampler
| Veröffentlichung | Titel                        | Anmerkungen                      | Cover |
| ---------------- | ---------------------------- | -------------------------------- | ----- |
| 2005             | Blockbustah                  | Free Mixtape                     |       |
| 2006             | Nemesis                      | Ersguterjunge Sampler Vol. 1     |       |
| 2006             | Vendetta                     | Ersguterjunge Sampler Vol. 2     |       |
| 2007             | Alles Gute kommt von unten   | Ersguterjunge Sampler Vol. 3     |       |
| 2012             | Willkommen im Niemandsland   | Freunde von Niemand Labelsampler |       |
| 2014             | Willkommen im Niemandsland 2 | Freunde von Niemand Labelsampler |       |
| 2015             | Willkommen im Niemandsland 3 | Freunde von Niemand Labelsampler |       |

Freetracks
- 2005: Blockbustah Mixtape (Freedownloadmixtape)
- 2005: Kein Problem (feat. Altan)
- 2006: Schlachtfeld
- 2006: Vorbild
- 2006: Sie gucken jetzt (feat. Cashmo)
- 2006: Der Wixxer
- 2006: Zurück (feat. Midy Kosov)
- 2006: Quatsch nich
- 2006: ersguterjunge Hymne Mix
- 2007: Idol (feat. Yannick)
- 2007: Es ist okay
- 2007: M.a.d.U. Exclusive
- 2007: Endlich (feat. Caney Knockout)
- 2008: Myspace Exclusive (feat. Sprachtot)
- 2008: Behind Blue Eyes (feat. Chakuza)
- 2009: M.a.d.U. 3 Exclusive
- 2009: Goodbye
- 2009: Weil ich muss
- 2009: Wie früher
- 2009: H1N1
- 2009: Regenschirm
- 2010: Flashback 2010 (feat. Amar)
- 2010: Mein Sound
- 2010: Herzschlag
- 2010: Kein Bock mehr (feat. RAF Camora)
- 2011: Freetrack (feat. Dizztino & KC Rebell)
- 2011: Lichter im Nebel (feat. Dizztino)
- 2011: Ich schaffe das
- 2014: Alles auf X (feat. Cashmo prod. by Cashmo)
- 2017: Haben (Prod. AbsoluteBeatz & Makayzi)
- 2019: Rap ist mein Gucci
- 2020: Seht es ein (feat. Freshmaker, Dame, Cr7z)

Juice-Exclusives!
- 2006: Kein Ausweg feat. Bushido & Chakuza (Juice-Exclusive! auf Juice-CD #63)
- 2008: Ein Moment (Juice-Exclusive! auf Juice-CD #86)
- 2008: Egal (Pt. 2) (Juice-Exclusive! auf Juice-CD #89)